# Kassapa V
Kassapa V fou rei d'Anuradhapura (Sri Lanka) del 929 al 939. Era fill de Kassapa IV i de Tissa, germana de Mahinda, el rei rebel de Ruhunu en el regnat precedent.
Era un home de notables habilitats administratives i de grans coneixements. Va escriure el Dampiya Getapada, un glossari del Dhammapada. Va construir nombroses pirivenes (escoles) entre els quals el de Ganthakara al parc de Mahamegha, el de Bhandika a l'Abhayagiri, el Sakka Senapati (construït pel comandant en cap) i el Vijira (construït per la seva esposa Vajira).
Va purgar una vegada més el budisme de normes massa rígides de disciplina (Dhamma Kamma) pels monjos, treien els hàbits a molts monjos dissoluts i nomenant d'altres al seu lloc. Va restaurar el temple Mirisvetiya Vihara (construüt per Gamani i que estava en ruïnes). També va celebrar diversos festivals. A la capacital hi va construir també un hospital.
En aquest temps va esclatar la guerra entre dos dels regnes del sud de l'Índia, el de Chola i el de Pandya i el rei del darrer va demanar ajut al rei d'Anuradhapura. El rei hi va enviar una força dirigida per Sakka Senapati, fill de Kassapa V. El rei els va acompanyar fins al port de Mantotta i els va desitjar bona sort. Tot i que el rei de Pandya es va omplir de coratge a la vista de la força de singalesos i va decidir atacar, a la vista de les forces enemigues el
coratge li va fallar, i va fugir del camp de batalla amb les forces Pandyes, deixant l'exèrcit singalès darrere per donar batalla a l'enemic; valentament els
singalesos van mantenir la lluita, que va durar diversos dies, però la pesta es va estendre entre els invasors i el comandant va morir igual que bona part de l'exèrcit; quan el rei Kassapa ho va saber va ordenar el retorn. A Anuradhapura es van fer festivals per allunyar la pesta.
El topògraf àrab Abon Zeyd, informat per Ibn Wahhab, un àrab que havia visita l'illa en aquest regnat, esmenta les perles de l'illa i diu que pedres precioses s'obtenien del sòl però més fàcilment de les platges prop d'on desaiguaven rius, ja que les gemmes eren portades pels torrents procedents del turons; descriu les convencions dels caps religiosos i la participació d'escribes per recollir les doctrines, les llegendes i les lleis. Deixa constància de la riquesa dels temples i de la colossal dimensió de les estàtues i s'estranya de la gran tolerància de sectes religioses que inclouen una secta maniquea i una comunitat de jueus. Ibn Wahhab havia gaudit els seus viatges per canals d'aigua de la zona costanera; els mariners quedaven sorpresos per la quantitat de flors, fusta, menjar i de l'arrack amb mel; els singalesos dedicaven la vida al plaer, la lluita de galls i els jocs de fortuna.
A la mort de Kassapa V el va succeir el seu fill Dappula IV